# Pata do Cavalo

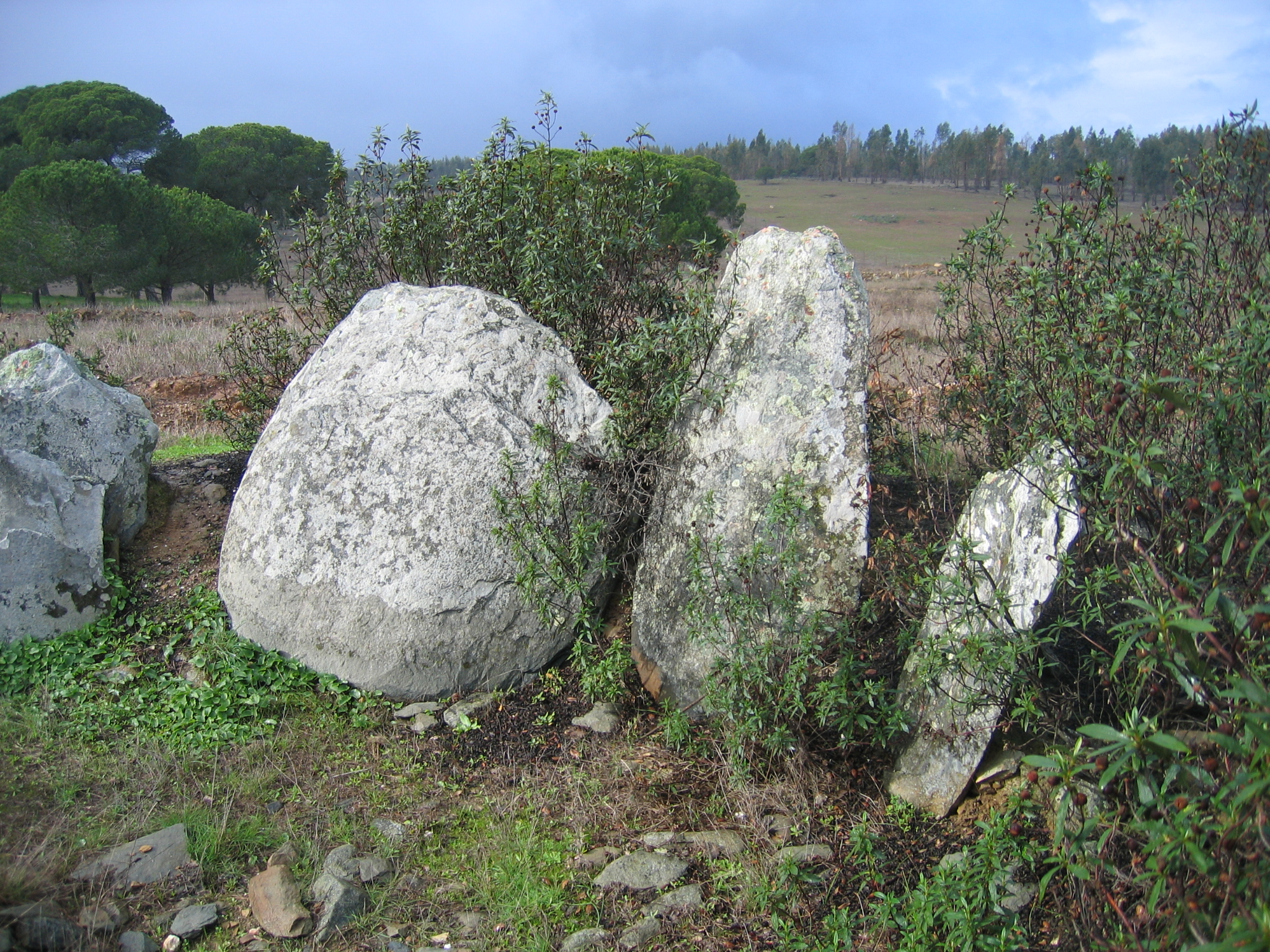
Anta 1 von Monte das Boiças

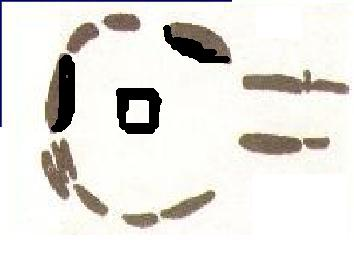
Pata do Cavalo - Plan Anta 1

Pata do Cavalo (deutsch „Pferdehuf“) ist der Name eines archäologischen Fundplatzes am Berg Monte das Boiças im Kreis Grândola im Westen Portugals. Bei der Anta 1 handelt es sich um eine kupferzeitliche Megalithanlage.

## Lage und Geschichte
Die Anta liegen zwischen den frühgeschichtlichen Kupfererzbergwerken „Mina de Canal Caveira“ im Norden und „Mina do Lousal“ im Süden, wo bis vor 30 Jahren noch Pyrit abgebaut wurde. Heute sind beide Minen stillgelegt. Die Mina do Lousal wurde in ein Bergwerksmuseum umgewidmet. Die Mine von Canal Caveira ist ein ökologischer Schandfleck, da die ehemaligen Eigentümer die Mine nicht zurückgebaut haben. Die lokale Bevölkerung hat möglicherweise schon im 3. Jahrtausend v. Chr. Erz und einige Mineralien abgebaut. Die Vorkommen lieferten Copiapit, Chalkopyrit, Goethit, Pyrit, Eisenvitriol, Quarz, Rhomboklas, Schwefel und Sphalerit.

## Beschaffenheit
Die etwa runde Kammer der Anta 1 hat einen Durchmesser von 5,0 bis 5,3 m. Acht Tragsteine sind gut erhalten, mit jeweils durchschnittlich 1,75 m Breite, drei Metern Höhe und 60 cm Dicke. In der Kammer befinden sich kleinere Steinplatten, die von der eingestürzten Kuppel stammen. Der Gang ist nur noch 3,2 m lang; früher betrug die Länge neun Meter.

## Weitere Anlagen
Im Gebiet des Berges, der sieben Kilometer vom Dorf Azinheira dos Barros entfernt liegt, befinden sich noch zwei weitere Megalithanlagen.
- Anta 1 liegt 700 m westlich des Gipfels.
- Anta 2 liegt 500 m östlich von Anta 1. In diesem gut erhaltenen Grabhügel befindet sich eine von elf Tragsteinen gestützte Kammer.
- Anta 3 liegt 300 m südlich von Anta 1 und ist eine Steinkiste von 1,70 m Länge und 90 cm Breite.

Die Megalithanlagen sind geplündert. Die gefundenen spärlichen Beigabenreste werden in Lissabon im Museu dos Serviços Geológicos aufbewahrt.